# Cartier (profession)
Pour les articles homonymes, voir Cartier.
Un cartier est un fabricant de cartes à jouer. Les cartes à jouer sont mentionnées en France dès 1381, les premiers cartiers se développent au XVe siècle (on trouve mention du premier en 1444 à Lyon) en même temps que la xylographie qui sera leur technique de production privilégiée jusqu'au XVIIIe siècle. La mise en couleurs se faisait au moyen de pochoirs appelés patrons.
La fabrication traditionnelle comprend plusieurs étapes particulières : impression en planches, contrecollage de  feuilles, mise en couleurs, lissage après les avoir préalablement chauffées puis savonnées afin de les protéger et de les rendre glissantes, découpe, assemblage et emballage.